# Andrea Mitchell D’Arrigo
Andrea Mitchell D’Arrigo (* 28. April 1995 in Rom) ist ein italienischer Freistilschwimmer, der sich auf die 200- und die 400-Meter-Strecke spezialisiert hat. Er ist mehrfacher italienischer Meister.
Bei den Kurzbahnweltmeisterschaften 2014 in Doha gewann er als Startschwimmer (1:42,77 min) mit seinen Staffelkollegen Marco Belotti, Nicolangelo Di Fabio und Filippo Magnini die Silbermedaille in der 4-mal-200-Meter-Freistilstaffel in 6:51,80 min hinter den USA (mit Ryan Lochte, und Tyler Clary, 6:51,68 min).
Zweimal wurde der Sohn eines italienischen Vaters und einer amerikanischen Mutter Vizeeuropameister über die 400-Meter-Strecke, zum ersten Mal 2013 im dänischen Herning in 3:40,54 min hinter Nikita Lobinzew (3:39,47 min).
In Berlin 2014 wurde er mit einer Zeit von 3:46,91 min besiegt von dem Serben Velimir Stjepanović (3:45,66 min).